# سارا گرونوگن

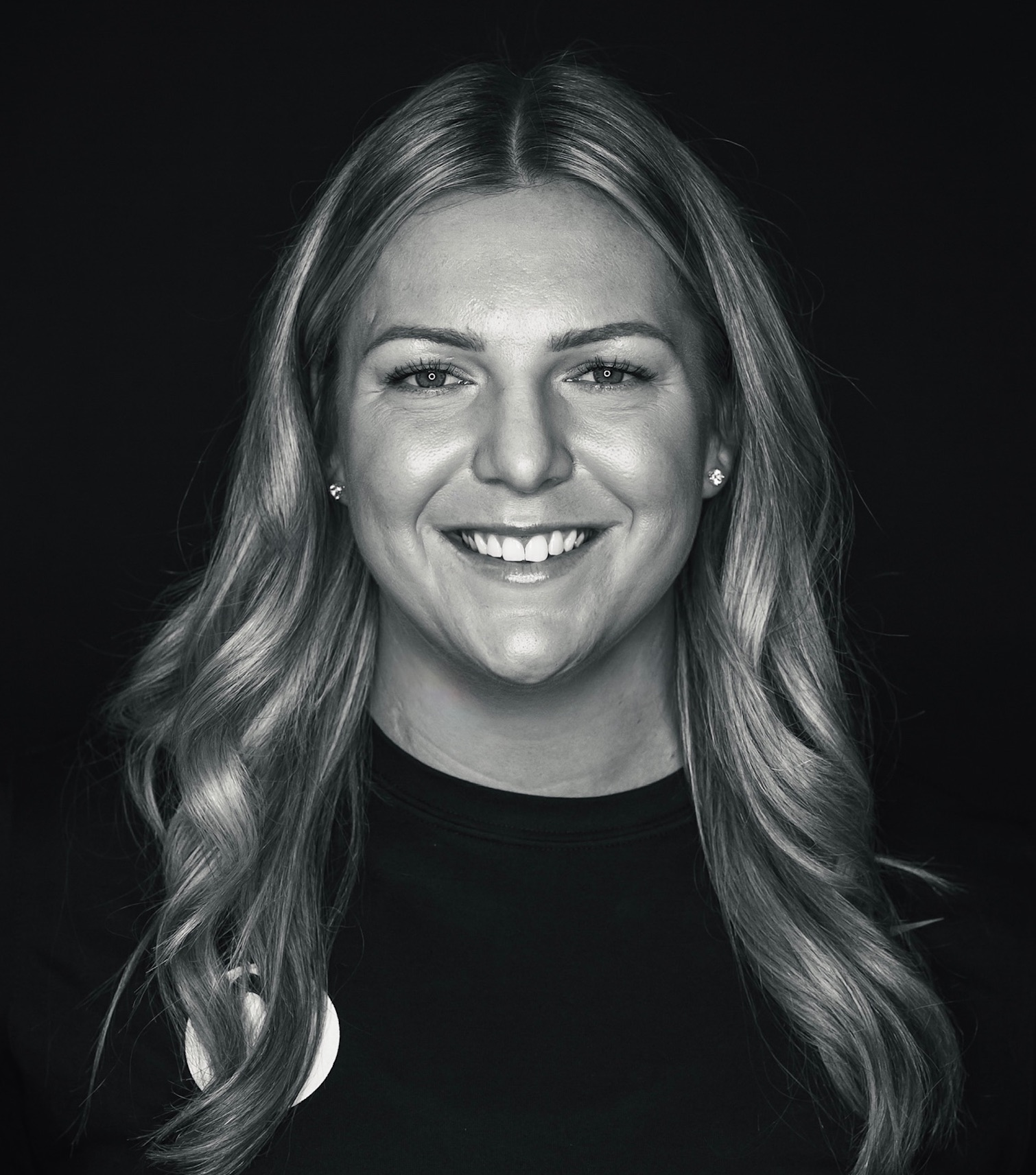
سارا گرونوگن در سال ۲۰۲۱

سارا گرونوگن (انگلیسی: Sara Groenewegen؛ زادهٔ ۱۲ آوریل ۱۹۹۵) بازیکن سافت‌بال اهل کانادا است.
وی در مسابقات کشوری و بین‌المللی در مجموع برندهٔ ۱ مدال طلا، ۱ مدال نقره، ۳ مدال برنز شده‌است.